# سیارک ۱۳۲۷۱۹
سیارک ۱۳۲۷۱۹ (به انگلیسی: 132719 Lambey، نامگذاری:2002PF) صد و سی و دو هزار و هفتصد و نوزدهمین سیارک کشف شده‌است که در ۱ اوت ۲۰۰۲ کشف شد.